# Adinandra acuta
Adinandra acuta är en tvåhjärtbladig växtart som beskrevs av Pieter Willem Korthals. Adinandra acuta ingår i släktet Adinandra och familjen Pentaphylacaceae. Inga underarter finns listade i Catalogue of Life.